# Òrix del Cap
L'òrix del Cap (Oryx gazella) és una espècie d'antílop africà de la subfamília dels hipotragins. Viu en ramats d'uns quaranta individus, però en l'estació plujosa se'n reuneixen centenars. En època de sequera, pot passar molts dies sense beure, sobrevivint gràcies a la humitat dels fruits i les arrels. Fa fins a 160 cm de llarg i té una alçada a la creu de 120 cm.
És nadiu de les regions àrides de l'Àfrica austral, com el desert del Kalahari. Entre 1969 i 1973 fou introduït a White Sands (Nou Mèxic) i actualment n'hi ha aproximadament 3.000 individus.